# Eugenia Kocwa
Eugenia Kocwa (ur. 11 listopada 1907 w Krakowie, zm. 25 listopada 1963 w Szklarskiej Porębie) – polska stenografistka, pisarka, publicystka i tłumaczka, więźniarka i uciekinierka z KL Ravensbrück.

## Życiorys
Eugenia Kocwa urodziła się w Krakowie 11 listopada 1907 roku w rodzinie inteligenckiej.
Ukończyła średnią szkołę handlową i pracowała jako korespondentka w różnych przedsiębiorstwach. W latach 30. podjęła pracę stenografistki w Sejmie RP i w agencji prasowej Express.
W czasie okupacji niemieckiej nawiązała współpracę z polskim ruchem oporu. W 1941 roku w związku z działalnością konspiracyjną została aresztowana w Krakowie, a następnie umieszczona w więzieniu Montelupich. Po pewnym czasie pełniła tam funkcję komendantki celi. W pamięci innej więźniarki zapisała się jako „młoda, przystojna, zgrabna kobieta, bardzo inteligentna (...). Imponowała swoim spokojem i opanowaniem, wydawało się, że nie wzruszają ją wrzaski gestapowców, tupot ich butów, wesoła muzyka z kancelarii przenikająca mury ani też krzyki i jęki bitych i katowanych ludzi. Miała stale pogodny uśmiech i dobry humor dla wszystkich. (...) znała dobrze dwa języki: niemiecki i węgierski, tłumaczyła poezje węgierskie na język polski i zdaje się, że sama też pisała wiersze. Stanęła w obronie współwięźniarek, za co została przeniesiona do ciemnicy”.
Niedługo po zdarzeniu przetransportowano ją do KL Ravensbrück. W obozie pracowała przy karczowaniu lasów. Miała sama wybrać to kommando, aby mieć ruch i powietrze. Samotnie zaplanowała i zrealizowała ucieczkę z obozu, nie wtajemniczając w swoje zamiary nikogo. Uciekła z kolumny leśnej Fort Neues Gut w czasie przerwy obiadowej. Jak podaje Maria Liberakowa, drużynowa kolumny leśnej zameldowała dozorczyni o braku jednej więźniarki, następnie przyjechała na miejsce główna dozorczyni z SS-manem, kierownikiem psiarni. Przeprowadzono dokładną rewizję w szopie, gdzie więźniarki spędzały przerwę obiadową. Rewizja nic nie wykryła, choć kolumna ta przechowywała różne nielegalne materiały, wśród nich dotyczące operowanych doświadczalnie. Materiały te zdołano na czas usunąć. Po odstawieniu kolumny do obozu drużynową skierowano do bunkra, a kolumnę na trzy tygodnie do bloku karnego. 
Eugenia Kocwa przedostała się do Berlina. Tam po raz kolejny dostała się w ręce policji. Gdy jej „opiekun” wszedł do biura referenta, a ją samą zostawił na schodach, uwięziona kobieta momentalnie powzięła decyzję. Zbiegła ze schodów, wydostała się z budynku policji, wybiegła na ulicę i wmieszała się w tłum. Ukrywała się następnie do końca okupacji.
Po wyzwoleniu poświęciła się głównie pracy publicystycznej i literackiej. Pisała artykuły i wspomnienia w Tygodniku Powszechnym, Odrodzeniu, Twórczości i innych czasopismach. Opublikowała powieść Maria wyrusza w świat (1946). Wraz z Janem Sehnem przełożyła na język polski wspomnienia Rudolfa Hößa, komendanta KL Auschwitz (1956). Pośmiertnie ukazała się jej książka wspomnieniowa Ucieczka z Ravensbrück (1969), opublikowana także w języku niemieckim pod tytułem Flucht aus Ravensbrück (1973). Wspomnienia Eugenii Kocwy z pobytu w obozie zostały zawarte później jeszcze w zbiorze Serca niezagasłe. Wspomnienia więźniarek z Ravensbrück (1975).
Zmarła 25 listopada 1963 roku w Szklarskiej Porębie.

## Publikacje

### Książki
- Maria wyrusza w świat. Warszawa: Gebethnera i Wolffa, 1946. Brak numerów stron w książce
- Ucieczka z Ravensbrück. Kraków: Wydawnictwo Znak, 1969. Brak numerów stron w książce[a][b]

### Rozdziały w książkach
- Na meklemburskich piaskach. W: Serca niezagasłe. Wspomnienia więźniarek z Ravensbrück. Warszawa: Wydawnictwo Ministerstwa Obrony Narodowej, 1975. Brak numerów stron w książce[c]

### Przekłady
- Wspomnienia Rudolfa Hoessa komendanta obozu oświęcimskiego. Warszawa: Wydawnictwo Prawnicze, 1956. Brak numerów stron w książce[d]